# Hal Draper
Hal Draper (* 19. September 1914 in Brooklyn; † 26. Januar 1990 in Berkeley, Kalifornien) war ein US-amerikanischer Sozialist, Marxismusforscher, Autor und Übersetzer. Seinen Lebensunterhalt verdiente er als Bibliothekar an der UC Library in Berkeley (Doe Memorial Library).
Seine bekanntesten Werke sind die vierbändige Studie Karl Marx’s Theory of Revolution, daneben sein kürzerer Essay Die zwei Seelen des Sozialismus, in denen er autoritäre und anti-autoritäre Sozialismusvarianten voneinander abgrenzt. Daneben erstellte er eine Neuübersetzung der Lyrik Heinrich Heines ins Englische.
In den USA war er Mitglied folgender Organisationen:
- Young People's Socialist League
- Socialist Workers Party (1938–1940)
- Workers Party später in Independent Socialist League umbenannt (1940–1958)
- Socialist Party of America (1958–1964)
- Free Speech Movement Berkeley 1964
- Independent Socialists(1964–1968)
- International Socialists (1968–1971)

## Werke
- Jim Crow in Los Angeles. Los Angeles 1946.
- Berkeley: The New Student Revolt. New York 1965.
- The two souls of socialism. Berkeley 1966.
- Zionism, Israel, & the Arab: the historical background of the Middle East tragedy. Berkeley 1967.
- The Dirt on California: Agribusiness and the University. Berkeley 1968.
- The mind of Clark Kerr, his view of the university factory & the ‚new slavery‘. Ann Arbor 1969.
- Karl Marx’s Theory of Revolution. (4 Bd.). New York 1977–1989.
- The Marx-Engels Chronicle; a day-by-day chronology of Marx and Engels’ life and activity. New York 1985. ISBN 0-8052-3909-X
- Marx-Engels Register: A Complete Bibliography of Marx and Engels’ Individual Writings. New York 1985.
- The "dictatorship of the proletariat" from Marx to Lenin. New York 1987.
- Socialism from below. Edited by E. Haberkern. Atlantic Highlands 1992. ISBN 0391037323
- War and revolution: Lenin and the myth of revolutionary defeatism. Edited by E. Haberkern. Atlantic Highlands 1996. ISBN 0391040022

### Übersetzungen und Bearbeitungen
- Writings on the Paris Commune / Karl Marx; Friedrich Engels. Ed. by Hal Draper. New York 1971.
- Complete Poems of Heinrich Heine / a Modern English Version by Hal Draper. Boston 1982. ISBN 3518030620
- The Annotated Communist Manifesto. Alameda 1988. ISBN 0916695069